# Taxi de noche
Pour plus de détails, voir Fiche technique et Distribution.
Taxi de noche est un film espagnol réalisé Carlos Saura, sorti en 1996.

## Synopsis
Une jeune femme devient taxi de nuit après avoir échoué à un examen. Elle va découvrir qu'un ensemble de conducteurs de taxis, dont son père, cherchent à "nettoyer" la ville des immigrants, des homosexuels, etc.

## Fiche technique
- Titre original : Taxi de noche
- Réalisation : Carlos Saura
- Scénario : Santiago Tabernero
- Décors : Juan Botella
- Costumes : José María De Cossío
- Photographie : Vittorio Storaro
- Son : Miguel Ángel Polo
- Montage : Julia Juaniz
- Production : Javier Castro, Concha Díaz
- Production exécutive : Fernando Bauluz, Ricardo Evole
- Société de production : Canal+ España, Producciones Cinematográficas Filmart, Saura Films, TF1 Films Production, Televisión Española, Yelmo Films
- Société de distribution :  France Ariane Distribution
- Pays de production :  Espagne
- Langue originale : espagnol
- Format : couleur — 35 mm — son Dolby
- Genre : drame
- Durée : 110 minutes
- Dates de sortie : 
  - Canada : 9 septembre 1996 (Festival international du film de Toronto)
  - Espagne : 11 octobre 1996
  - France : 7 octobre 1998

## Distribution
- Ingrid Rubio : Paz
- Carlos Fuentes : Dani
- Ágata Lys : Reme
- Ángel de Andrés López : Velasco
- Eusebio Lázaro : Calero
- Francisco Maestre : enfant
- Maite Blasco : Mari
- Francisco Boira : Francis

## Bande originale
- "Machine Gun", "Love and Hate", "Hamburger Fields", "Drives Me Crazy", écrits par Manu Chao et Mano Negra, interprétés par Mano Negra
- "Pena penita", "Un amor", interprétés par Gipsy Kings
- "El cachorro me dijo", écrit par Carlos Lencero, Jesús Bola et Diego Carrasco, interprété par Diego Carrasco
- "Get It Up", interprété par DJ Victor Grafia
- "Tus labios", écrit et interprété par Manuel Malou
- "Ausencias", écrit par Eduardo Rodríguez, interprété par Casiopea
- "Tirso de Molina", écrit par Hijas del Sol et Pablo Guerrero, interprété par Hijas del Sol